# 月の宮 (瑞浪市)

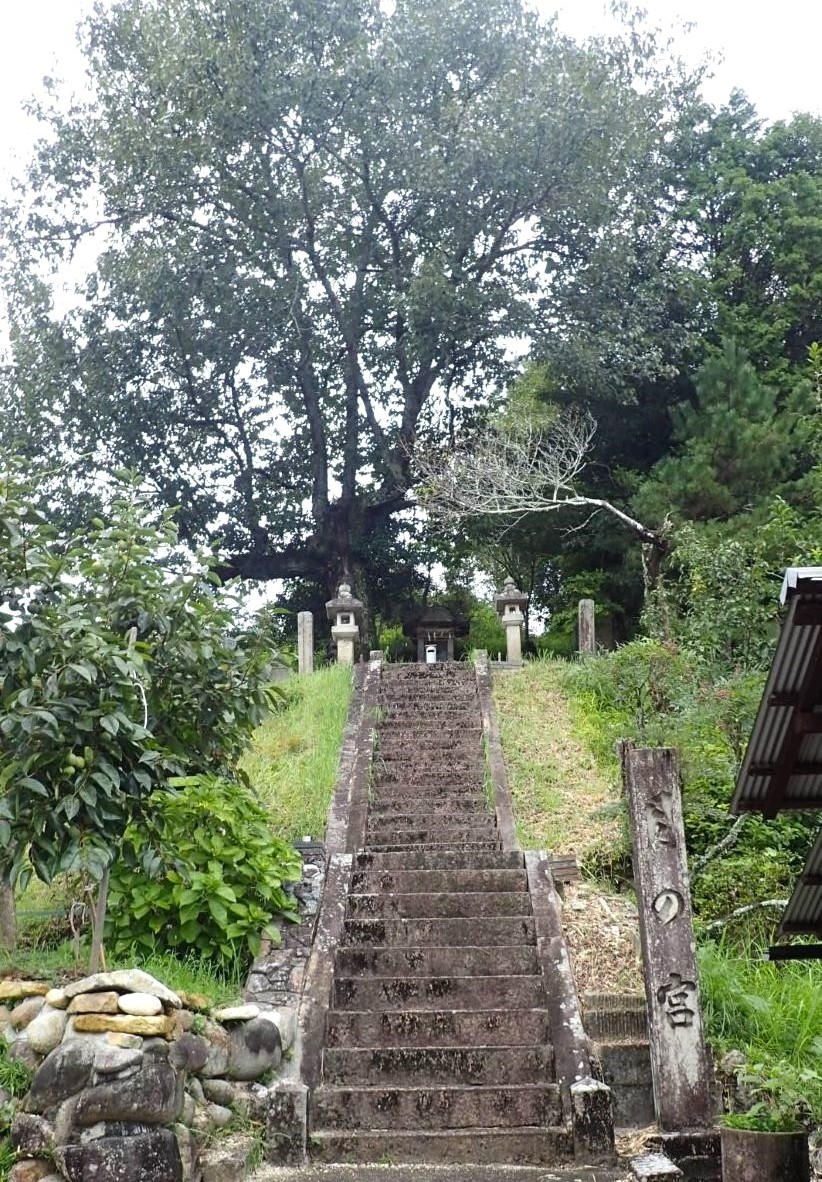
岐阜県瑞浪市、月の宮の石段

月の宮（つきのみや）は、岐阜県瑞浪市明世町月吉にある祠(ほこら)で、「月のおさがり」と呼ばれる巻貝の化石がご神体として祀られている。石造の小さい祠の向かって左側にはご神木のアカガシの老木が生えている。

## 信仰と背景
祀られている化石は、ビカリアという巻貝の螺旋型の空洞部分が玉髄(二酸化ケイ素)で置き換えられたのち、貝殻は風化溶解したものである。白色の化石は「月のおさがり」(月の玉)、赤褐色のものは「日のおさがり」(日の玉)と呼ばれ、月や太陽の排泄物(糞)と考えられていた。月のおさがりは美濃国の月吉で祀られ、日の玉は月吉の北にあって中山道に近い日吉の慈照寺 (瑞浪市)で祀られ(平将門の子定丸の創建と伝わる)、信仰されてきた。月吉の月の宮の北にある大應寺には、

『夜昼の さかひはここに 有明の 月吉日吉 里をならべて』　西行

の歌碑や月の塔がある。また

『掘りあてし 月日の糞や 薬ほり』　木朶(もくだ)

の川柳が『木曽路名所図会』に記載されている。
祠は東側が開けた高所に設置されていて、月の出を待つことができる。

## アクセス
JR中央線CF14 瑞浪駅から西へ瑞浪市化石博物館まで歩いて約35分、博物館から北西へ月吉トンネルを通って約20分。明世町月吉集落にある。